# Eucrypta chrysanthemifolia
Eucrypta chrysanthemifolia là loài thực vật có hoa trong họ Mồ hôi. Loài này được (Benth.) Greene mô tả khoa học đầu tiên năm 1885.